# 雷纳托·安塞尔米
雷纳托·安塞尔米（義大利語：Renato Anselmi，1891年10月26日—1973年10月3日），意大利男子击剑运动员。他曾参加1924年、1928年和1932年三届夏季奥运会，共收获一枚金牌和两枚银牌，均来自男子佩剑团体小项。